# Острво Вајт
Острво Вајт (енгл. Isle of Wight) је грофовија у југоисточном региону Енглеске. То је највеће острво Енглеске, удаљено 5 до 7 километара од обале Хемпшира, од које га раздваја мореуз Солент. Административно седиште је место Њупорт, док је највећи град Рајд (Ryde). Године 2011. острво је имало око 138.400 становника.
На острву се налазе бројна летовалишта по којима је познато од викторијанских времена. На Вајту су радо боравили песник Алфред Тенисон, краљица Викторија и принц Алберт. Краљица Викторија је 1901. преминула у летњиковцу Озборн хаус на острву Вајт.
Острво Вајт је кроз историју било познато по бродоградњи, изради једара и по првом ховеркрафту на свету. Ту се сваке године одржавају џез и рок фестивали.
Острво Вајт је до 1890. било део Хемпшира, а од тада је независна грофовија. До 1995. имало је гувернера, попут острва Џерзи и Гернзи.

## Партнерски градови
- Кобург